# Saygrace
Grace Sewell (Brisbane, 8 de abril de 1997) é uma cantora e compositora australiana. Ela é mais conhecida por "You Don't Own Me", um cover da canção de Lesley Gore lançada em 1963, nesta versão produzida por Quincy Jones e com participação do rapper G-Eazy. A canção, um single de seu álbum de estreia da Regime Music Societe e RCA Records, apareceu entre os dez postos do Spotify na tabela de maiores virais. e na primeira colocação da tabela australiana.

## Primeiros anos
Grace nasceu em Brisbane, Australia, e estudou na All Hallows' School e Our Lady of Lourdes Catholic Primary School, em Sunnybank. Ela cresceu ouvindo artistas musicais, como Smokey Robinson, Janis Joplin, Shirley Bassey e Amy Winehouse. Grace vem de uma família de músicos. Seus avós viajaram com o Bee Gees e Gibb Brothers. Seu irmão Conrad Sewell também é um cantor, mais conhecido por participar de "Firestone", canção de Kygo, e de seu sucesso solo "Start Again". Quando "Start Again" atingiu o número um no ARIA Charts em junho de 2015, Conrad e Grace tornaram-se os primeiros irmãos nascidos australianos na história das paradas a alcançar o número um como atos separados.

## Carreira
Ela se apresentou para o Dropout Live UK, cantando um cover de "Do It Like a Dude" de Jessie J. Grace assinou com a Regime Music Societe e RCA Records em 2015 e começou a gravar em Atlanta com Puff Daddy e Quincy Jones.
Grace lançou o cover "You Don't Own Me" em março de 2015 como um tributo para a cantora Lesley Gore, que havia falecido recentemente. Grace gravou a canção com a participação do rapper G-Eazy, com Quincy Jones voltando para co-produzir a faixa. Foi seu primeiro single com a RCA Records. A canção entrou para os dez postos dos virais do Spotify em abril de 2015, e estreou no número 14 do ARIA Singles Chart em maio de 2015, posteriormente atingindo a primeira colocação. A canção foi utilizada para divulgar a série de TV australiana Love Child, e foi usada em campanhas natalinas da House of Fraser no Reino Unido. Em 2016, a canção foi incluída na trilha sonora do filme Esquadrão Suicida.
Grace também co-escreveu uma faixa para seu álbum de estreia com Fraser T Smith, que apresenta contribuições de composição e de produção adicionais de Parker Ighile, Diane Warren e Quincy Jones. Em setembro de 2015, lança a versão oficial da canção "Boyfriend Jeans" que havia sido inclusa numa versão demo em seu EP de estreia, Memo. FMA, o álbum de estreia de Grace, será lançado em 1 de julho de 2016.

## Discografia

### Álbuns de estúdio
| Título | Detalhes do álbum                                                                       |
| ------ | --------------------------------------------------------------------------------------- |
| FMA    | - Lançamento: 1 de julho de 2016 - Formato(s): CD, download digital - Gravadora(s): RCA |

### Singles
| "You Don't Own Me" (com participação de G-Eazy)                                        | 2015 | 1 | 45 | 13 | 5 | 19 | 4 | 68 | - ARIA: 2× Platina - BPI: Ouro - RMNZ: Platina | Memo |
| "Dirty Harry"                                                                          | 2015 | — | —  | —  | — | —  | — | —  | —                                              | Memo |
| "Boyfriend Jeans"                                                                      | 2015 | — | —  | —  | — | —  | — | —  | —                                              | Memo |
| "Hell of a Girl"                                                                       | 2016 | — | —  | —  | — | —  | — | —  | —                                              | FMA  |
| "—" indica uma obra que não entrou na tabela musical ou não foi lançada no território. |      |   |    |    |   |    |   |    |                                                |      |

### Participações
| Título                                               | Ano  | Álbum              |
| ---------------------------------------------------- | ---- | ------------------ |
| "Don't Let Me Go" (G-Eazy com participação de Grace) | 2015 | When It's Dark Out |

### Vídeos musicais
| Título                                          | Ano  | Diretor        |
| ----------------------------------------------- | ---- | -------------- |
| "You Don't Own Me" (com participação de G-Eazy) | 2015 | Saul Salmonman |
| "Boyfriend Jeans"                               | 2015 | Ellis Bahl     |
| "Dirty Harry"                                   | 2015 | Ellis Bahl     |